# Chikka Hosahalli, Anekal
Chikka Hosahalli là một làng thuộc tehsil Anekal, huyện Bangalore Urban, bang Karnataka, Ấn Độ.